# Telma Encarnação
Telma Raquel Velosa Encarnação (Funchal, 11 de outubro 2001) é uma futebolista portuguesa, que habitualmente joga na posição de ponta de lança.
Entrou para a história por ser a marcadora do primeiro golo de sempre da selecção feminina portuguesa numa fase final do campeonato do mundo. O golo foi marcado a 27 de julho de 2023, contra a equipa do Vietname, no segundo jogo do Grupo E, do Campeonato do Mundo de 2023. Na época 2022–23, representou o Marítimo, na Liga BPI, a primeira liga do futebol feminino em Portugal.
Para a temporada 2023-2024 foi anunciada como reforço do Sporting, na Liga BPI, sendo transferida a troco de 250 mil euros para o clube de Alvalade.